# Jan Budych
Jan Budych IV (ur. 27 grudnia 1885 w Dąbrówce Wielkopolskiej, zm. 1945 w Bergen-Belsen) – rolnik, polski aktywista narodowy w międzywojennych Niemczech.

## Życiorys
Jan Budych był współorganizatorem Banku ludowego i jednym z organizatorów polskiej szkoły w Dąbrówce Wielkopolskiej. Był także prezesem lokalnego oddziału Związku Polaków w Niemczech. 15 grudnia 1937 r. został wybrany na walnym zebraniu do Rady Naczelnej związku i reprezentował w nim wraz z Teofilem Rosenthalem tereny pogranicza. Dzięki swojej aktywności nazywany był ironicznie w tajnych niemieckich raportach policyjnych „Polskim królem”, a ze względu na liczną rodzinę Budychów dodawano mu przy nazwisku rzymską cyfrę IV. W wyborach do władz samorządowych w Rzeszy niemieckiej z 1932 r. Budych kandydował wraz z ks. Maksymilianem Grochowskim, Janem Cichym i Zygfrydem Noryśkiewiczem do sejmiku prowincjonalnego okręgu złotowskiego z polskiej listy nr 7. Jego podpis widniał na memoriale Związku Polaków w Niemczech skierowanym do kanclerza III Rzeszy Adolfa Hitlera z protestem przeciw prześladowaniom polskiej mniejszości. Więziony przez hitlerowców w Sachsenhausen, w marcu 1945 r. przewieziony do Bergen-Belsen, skąd już nie wrócił, a wszelki ślad po nim zaginął.

## Odznaczenia
- Złoty Krzyż Zasługi – pośmiertnie w 1946 roku[5]